# Похід корпусу Антона Ждановича
Похід корпусу Антона Ждановича в Річ Посполиту 1657 — військовий похід 20-тисячного корпусу Української держави у 1657 році під командуванням полковника Антона Ждановича на територію Речі Посполитої з метою допомогти семигородському князеві Юрію Ракоці здобути польську корону.

## Передумови
У 1656 р. Богдан Хмельницький уклав союзний договір із семигородським князем Юрієм (Дьордем) Ракоці і обіцяв йому допомогу у здобутті польської корони. На допомогу Ракоці гетьман вислав допоміжний 20-тисячний корпус під командуванням полковника Антона Ждановича. Серед старшин був Іван Богун. 

## Рейд
Жданович у лютому 1657 року зустрівся з Ракоці під Стриєм, і разом вирушив за Сян, у Малопольщу. Польські війська швидко відступали, й вояки Ракоці в основному грабували навколишні міста й села.
Рухаючись через Ланьцут, Тарнів, Бохню, об'єднане військо підійшло до Кракова та взяло його без серйозного опору.
Далі Ракоці переправився на лівий берег Вісли. Тут було більше польських військ і бої були запеклішими. У Ракові козаки потрапили у засідку та втратили 400 чоловік. Проте козаки знищили сусіднє містечко Іваниська.
Під Сандомиром Ракоці зустрівся зі шведським королем Карлом X Густавом. Карл прихильно прийняв козаків та обдарував їх. Короля вразила недостатня дисципліни в військах Ракоці, і він порадив князеві перейняти шведський спосіб таборування і шведську тактику.
Під Завихостом Ракоці перейшов на правий берег Вісли і через Замостя, Люблін, Луків та Венгрув дійщов до Берестя.
Жданович використав перебування в Бересті, щоб приєднати Полісся до Української козацької держави. Під його впливом Пінський повіт прийняв протекторат гетьмана Хмельницького.
Далі угорські та козацькі війська знову вирушили в Польщу. Йшли вздовж Нарви та Бугу і 6 березня 1657 року під Закрочимом переправились через Віслу.
19 червня 1657 року об'єднане українсько-угорсько-шведсько військо захопило Варшаву.

## Відступ
Проте тріумф Ракоці був короткочасним: у червні 1657 року в війну проти Швеції на боці Польщі вступила Данія. Карл Х Густав, отримавши 20 червня звістку про оголошення війни, нічого не повідомляючи своїм союзникам про свої плани, став форсованим маршем виводити свої війська з Польщі, і відправляти їх на західний фронт для боротьби з новим ворогом. Поляки почали стягувати війська, і козаки з військами Ракоці змушені були відступати з Варшави. До того ж, шведський король намагався перетягнути козаків на свій бік. Ракоці почав відступ вздовж лівого берега Вісли аж під Сандомир. У війську зовсім впала дисципліна; переправа під Завихостом вартувала багато зусиль і втрат. Козаки показали тут своє вміння, переправляючись через Віслу чайками, човнами, поромами і іншими підручними засобами.
Далі військо з боями відступало через Замостя, Томашів, Рава-Руську. Під Жовквою Ракоці втратив частину обозу. Далі військо відступало повз Львів, Зборів, Тернопіль до Чорного Острова. Тут Ракоці був оточений поляками і він змушений був заплатити великий викуп.

## Наслідки
Рейд полковника Ждановича завершився. Жданович провів своє військо уздовж і впоперек Польщі. Але політичної мети похід не досяг — козаки не змогли посадити Ракоці на польському престолі, чого так хотів Хмельницький. Ця невдача добила гетьмана. Він уже лежав хворий і, дізнавшись про поразку Ракоці, так розхвилювався, що дістав удар і за кілька днів, 6 серпня, 1657 року, помер.